# Xã Butterfield, Quận Hot Spring, Arkansas
Xã Butterfield (tiếng Anh: Butterfield Township) là một xã thuộc quận Hot Spring, tiểu bang Arkansas, Hoa Kỳ. Năm 2010, dân số của xã này là 1.494 người.